# Colurodontis paxmani
Colurodontis paxmani är en fiskart som beskrevs av Lee Milo Hutchins 1977. Colurodontis paxmani ingår i släktet Colurodontis och familjen filfiskar. Inga underarter finns listade i Catalogue of Life.